# (291) Алиса
(291) Алиса (лат. Alice) — типичный астероид главного пояса, который принадлежит к силикатным астероидам спектрального класса S и входит в состав семейства Флоры. Астероид был открыт 25 апреля 1890 года австрийским астрономом Иоганном Пализой в Венской обсерватории.